# Kirghizoxyela mirabilis
Kirghizoxyela mirabilis (лат.) — ископаемый вид пилильщиков рода Kirghizoxyela из семейства Xyelidae. Один из древнейших представителей отряда перепончатокрылые.

## Описание
Длина переднего крыла 6,0 мм.
Вид Kirghizoxyela mirabilis был впервые описан в 1966 году советским и российским энтомологом Александром Павловичем Расницыным (ПИН РАН, Москва, Россия) вместе с видами A. minor, A. pallipes, A. vitimica и другими. Включён в состав рода Kirghizoxyela Rasnitsyn 1966. Один из древнейших видов пилильщиков и всех перепончатокрылых наряду с такими видами как Potrerilloxyela menendezi, T. grandipennis, T. kirgizica, T. foveolata.

## Ареал
Обнаружен в нижнеюрских ископаемых останках (Средняя Азия, Кыргызстан, Ak-Bulak-Say, Sogjuta, Issyk-Kul, Dzhil Formation, геттангский ярус, около 200 млн лет).